# Габрене (Бугарска)
Габрене је насељено место у општини Петрич у области Благоевград, Бугарска. Према попису из 2021. године било је 540 становника.
Према бугарском географу и историчару, Василу Канчову, у Габрену је 1900. године живело 400 Словена хришћана и 50 Турака. У селу је 2012. године на древном трачком светилишту из 1. до 4. века, откривен отисак стоплаа Краљевића Марка, који је према предању оставио када је ступио на ово светилиште.